# Trần Tích Liên
Trần Tích Liên (tiếng Trung: 陈锡联; bính âm: Chén Xīlián; 4 tháng 1 năm 1915 – 10 tháng 6 năm 1999) là sĩ quan quân đội và chính khách, thượng tướng Quân Giải phóng Nhân dân Trung Quốc. Là nhân vật theo tư tưởng Mao Trạch Đông nổi bật từng nắm giữ những chức vụ rất quan trọng cả trong lĩnh vực quân sự và chính trị.
Trần Tích Liên đã tham dự nhiều trận đánh trong chiến tranh Trung-Nhật và Nội chiến Quốc-Cộng lần thứ hai, ông giữ chức Thị trưởng kiêm Bí thư thứ nhất Thành ủy Trùng Khánh từ năm 1949 đến năm 1950 và Tư lệnh Pháo binh Quân Giải phóng Nhân dân Trung Quốc từ năm 1950 đến năm 1959. Sau đó, ông nắm quyền chỉ huy Quân khu Thẩm Dương (1959–1973) và đặc biệt là Quân khu Bắc Kinh (1973–1980). Ngoài ra, ông còn là Ủy viên Bộ Chính trị (1969–1980) và Phó Thủ tướng Quốc vụ viện (1975–1980).
Sau khi Mao Trạch Đông qua đời, ông là một trong những người ủng hộ quan trọng nhất của Hoa Quốc Phong, cùng với Uông Đông Hưng và Lý Tiên Niệm. Kể từ lúc Đặng Tiểu Bình lên nắm quyền thì do ông thuộc phe cánh Hoa Quốc Phong nên bị mất chức nhưng vẫn được phép nghỉ hưu sống bình yên cho đến cuối đời.

## Tiểu sử

### Hoạt động cách mạng lúc đầu
Trần Tích Liên quê quán huyện Hồng An tỉnh Hồ Bắc, Năm lên 3 tuổi thì mồ côi cha, mẹ đành dẫn ông cùng hai chị gái đi ăn xin nhằm mong qua ngày đoạn tháng, song vẫn khó duy trì được sinh kế. Đến khi ông mười hai, mười ba tuổi phải đi ở chăn bò cho nhà địa chủ, sau do xung đột với địa chủ nên ông lập tức bỏ việc chăn bò lại bám theo mẹ ăn xin tiếp. Tháng 4 năm 1929, Trần Tích Liên mới 14 tuổi từ biệt mẹ mình tham gia đội du kích ở quê nhà, rồi sau xin gia nhập Hồng quân Công Nông Trung Quốc. Năm 1930, ông tình nguyện gia nhập Đoàn Thanh niên Cộng sản Trung Quốc, cùng năm đó được kết nạp vào Đảng Cộng sản Trung Quốc.
Trong giai đoạn cải cách ruộng đất, Trần Tích Liên từng trải qua các chức vụ cán bộ chính trị chỉ huy Trung đoàn 30 Sư đoàn 10 Quân đoàn 4 Hồng quân, Chính trị viên, Chính ủy Tiểu đoàn Trung đoàn 263 Sư đoàn 88, Phó Sư đoàn trưởng, Chính ủy Sư đoàn 11 Quân đoàn 4 Hồng quân, Sư đoàn trưởng Sư đoàn 10 và có lần từng tham gia cuộc đấu tranh chống bao vây tiêu diệt ở căn cứ địa cách mạng Ngạc Dự Vãn và Xuyên Thẩm, rồi còn tham gia vào cuộc Vạn lý Trường chinh.

### Kháng chiến chống Nhật và nội chiến

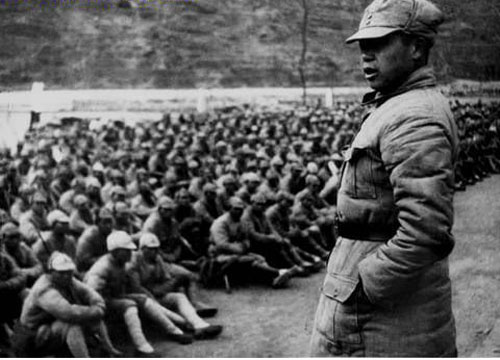
Tháng 5 năm 1940, Trần Tích Liên khi đó là Lữ đoàn trưởng Lữ đoàn 385 thuộc Sư đoàn 129 đã động viên binh sĩ chiến đấu trước trận Đại chiến Bách Đoàn.

Thời kỳ kháng chiến chống Nhật, Trần Tích Liên đảm nhận các chức vụ Trung đoàn trưởng, Lữ đoàn phó, Lữ đoàn trưởng thuộc Lữ đoàn 38 Sư đoàn 129 Bát Lộ quân, tư lệnh quân khu Quân đoàn 3 Quân khu Thái Hà, tư lệnh Trung đội Thái Hà. Tháng 10 năm 1937, chỉ huy Trung đoàn 769 tập kích ban đêm vào sân bay quân sự của quân đội Nhật ở huyện Đại tỉnh Sơn Tây. Sau đó, ông còn tham gia vào các trận chiến đấu núi Thần Đầu Lĩnh, Hưởng Đường hiệu ở đông nam đất Tấn. Năm 1940, ông tham gia trận Đại chiến Bách Đoàn vang dội trong và ngoài nước. Năm 1943, ông được về Diên An vào học Trường Đảng Trung ương.
Thời kỳ chiến tranh giải phóng, ông giữ các chức vụ Tư lệnh Trung đội 3 Dã chiến quân Tấn Ký Lỗ và Tư lệnh Quân khu Tấn Ký Lỗ Dự, Tư lệnh Binh đoàn 3 Quân đoàn Dã chiến số 2, từng tham gia các chiến dịch Thượng Đảng, Hàm Đan, Tây Nam Lỗ. Trong thời gian quân đoàn dã chiến kéo đến núi Đại Biệt Sơn, bộ đội mở ra khu giải phóng mới Vãn Tây, sau đó dẫn Binh đoàn 3 tham gia chiến dịch Hoài Hải vượt sông và chiến dịch giải phóng vùng Tây Nam rộng lớn. Năm 1955, khi được phong quân hàm thượng tướng từng được trao tặng 8 huân chương một Huân chương Độc lập Tự do hạng nhất và một Huân chương Giải phóng hạng nhất.

### Sự nghiệp chính trị kể từ sau năm 1949

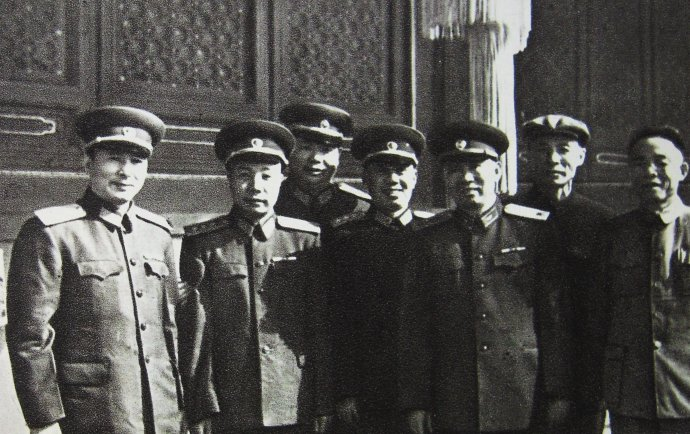
Ngày 1 tháng 10 năm 1959, một số tướng lĩnh Quân Giải phóng Nhân dân Trung Quốc đã chụp ảnh tập thể. Từ trái qua: Tiêu Hướng Vinh, Tiêu Hoa, Trần Tích Liên, Trần Bá Quân, Lưu Á Lâu, Lã Chính Thao và Hàn Tiên Sở.

Sau khi nước Cộng hòa Nhân dân Trung Hoa thành lập vào năm 1949. Trần Tích Liên từng giữ các chức vụ Phó Chủ nhiệm Ủy ban Quân quản thành phố Trùng Khánh kiêm Tư lệnh Quân khu Xuyên Đông, Ủy viên Ủy ban Quân chính Tây Nam kiêm Thị trưởng thành phố Trùng Khánh, Ủy viên Cục Tây Nam Trung ương Đảng Cộng sản Trung Quốc.
Năm 1950, được điều giữ chức Tư lệnh Pháo binh Quân Giải phóng Nhân dân Trung Quốc, sau đó kiêm chức Viện trưởng Viện Pháo binh. Năm 1956, ông được bầu là Ủy viên dự khuyết Trung ương Đảng Cộng sản Trung Quốc khóa VIII năm 1968 trong Hội nghị Trung ương XII khóa 8 được bầu bổ sung thành Ủy viên Trung ương. Năm 1959, được cử giữ chức Tư lệnh Quân khu Thẩm Dương. Năm 1961, được cử là Bí thư Ban Bí thư Cục Đông Bắc Trung ương Đảng Cộng sản Trung Quốc. Dưới thời Đại Cách mạng Văn hóa từng giữ chức Chủ nhiệm Ủy ban Cách mạng tỉnh Liêu Ninh kiêm Tư lệnh Quân khu Thẩm Dương, Tư lệnh Quân khu Bắc Kinh, Ủy viên Thường vụ Quân ủy Trung ương Đảng Cộng sản Trung Quốc. Từ tháng 1 năm 1975, liên tục trong hai nhiệm kỳ là Phó Thủ tướng Quốc vụ viện.
Đại hội thứ IX Đảng Cộng sản Trung Quốc tháng 4 năm 1969, Đại hội thứ X Đảng Cộng sản Trung Quốc tháng 8 năm 1973, tại Đại hội Đảng thứ XI tháng 8 năm 1977, liên tục được bầu vào Bộ Chính trị Trung ương Đảng Cộng sản Trung Quốc. Năm 1989, Trần Tích Liên được miễn chức Ủy viên Bộ Chính trị, Phó Thủ tướng Quốc vụ viện, Tư lệnh Quân khu Bắc Kinh. Từ năm 1982 đến năm 1987 qua Đại hội lần thứ XII và XIII Đảng Cộng sản Trung Quốc được bầu làm Ủy viên Thường vụ Ủy ban Cố vấn Trung ương Đảng Cộng sản Trung Quốc.
Trần Tích Liên qua đời tại Bắc Kinh vào ngày 10 tháng 6 năm 1999, hưởng thọ 84 tuổi.

## Gia đình
Người vợ đầu tiên của Trần Tích Liên tên gọi Lật Cách (栗格), quê Mễ Chi tỉnh Thiểm Tây, tên thật là Lê Chi Tuệ (黎芝慧), tốt nghiệp Đại học Quân chính Kháng Nhật và kết hôn vào ngày 16 tháng 12 năm 1942. Mùa thu năm 1948, bà qua đời vì bạo bệnh. Người vợ thứ hai là Vương Tuyền Mai (王璇梅) được Trần Canh giới thiệu và hai người kết hôn vào tháng 8 năm 1949. Bà là em vợ Trần Canh tên Vương Căn Anh (王根英). Từng tham gia vào công tác phiên dịch tiếng Nga trong suốt một thời gian dài.
- Con trai thứ hai tên Trần Tái Văn (陈再文), là phi công thiệt mạng trong vụ tai nạn Chuyến bay 3303 của Hàng không Dân dụng Trung Quốc vào năm 1982.
- Con trai thứ ba tên Trần Tái Phương (陈再方), Phó Chủ nhiệm Ủy ban Khoa học và Công nghệ Tổng cục Quân trang Quân Giải phóng Nhân dân Trung Quốc, cấp bậc trung tướng.
- Có một cô gái tên Trần Tái Hồng (陈再红).